# Wilton (Alabama)
 Wilton, Alabama és una població dels Estats Units a l'estat d'Alabama. Segons el cens del 2000 tenia 580 habitants.

## Demografia
Segons el cens del 2000, Wilton tenia 580 habitants, 222 habitatges, i 166 famílies La densitat de població era de 269,8 habitants/km².
Dels 222 habitatges en un 29,7% hi vivien nens de menys de 18 anys, en un 55% hi vivien parelles casades, en un 14,4% dones solteres, i en un 24,8% no eren unitats familiars. En el 21,6% dels habitatges hi vivien persones soles el 7,7% de les quals corresponia a persones de 65 anys o més que vivien soles. El nombre mitjà de persones vivint en cada habitatge era de 2,61 i el nombre mitjà de persones que vivien en cada família era de 3,07.
Per edats la població es repartia de la següent manera: un 24,8% tenia menys de 18 anys, un 10,7% entre 18 i 24, un 31% entre 25 i 44, un 23,3% de 45 a 60 i un 10,2% 65 anys o més.
L'edat mediana era de 33 anys. Per cada 100 dones hi havia 102,8 homes. Per cada 100 dones de 18 o més anys hi havia 95,5 homes.
La renda mediana per habitatge era de 33.750 $ i la renda mediana per família de 40.833 $. Els homes tenien una renda mediana de 30.893 $ mentre que les dones 20.500 $. La renda per capita de la població era de 15.056 $. Aproximadament el 9,4% de les famílies i el 12,9% de la població estaven per davall del llindar de pobresa.

## Poblacions properes
El següent diagrama mostra les poblacions més properes.